# Nikola Rebić
Nikola Rebić (in serbo Никола Ребић?; Belgrado, 22 gennaio 1995) è un cestista serbo.

## Palmarès
- Campionato serbo: 2

Stella Rossa Belgrado: 2014-2015, 2015-2016
- Coppa di Serbia: 2

Stella Rossa Belgrado: 2014, 2015
- Coppa di Russia: 1

Nižnij Novgorod: 2022-2023
- Lega Adriatica: 2

Stella Rossa Belgrado: 2014-2015, 2015-2016